# Laorca
Laorca (Laurca in dialetto lecchese) è il rione più settentrionale della città di Lecco, posto sulla strada per Ballabio.

## Geografia fisica
Si trova circa 3 chilometri a nord-est del centro cittadino, nella valle posta tra il monte Melma e il Pian dei Resinelli, ed è l'ultimo centro abitato che si trova prima dell'imbocco della Valsassina.

## Storia
Inizialmente noto come Lavorcha e poi come Orca, l'abitato di Laorca esiste sin dal Medioevo, quando i suoi abitanti già praticavano assieme all'attività pastorizia la pratica della lavorazione del ferro, pratica che con il passare dei secoli sarebbe diventata sempre più preponderante, attirando lavoratori dalla Valsassina e dalla bergamasca. Nel XVII secolo il paese venne colpito dalla peste portata dai lanzichenecchi citati ne "I promessi sposi", i quali tuttavia non transitarono per il paese, mentre in quegli anni (1628) venne consacrata la prima chiesa del paese, dedicata a San Pietro.
Nel 1753 a Laorca, che faceva già parte della pieve di Lecco, fu unito il comune di Malvero per un totale 630 abitanti. Nel 1803 l'abitato era salito a 607 abitanti, mentre nel 1809 gli fu temporaneamente aggregato Ballabio su decreto di Napoleone: questo cambiamento fu tuttavia annullato dagli austriaci al loro ritorno.
Nel 1822 il governo teutonico autorizzò le prime elezioni per il consiglio comunale, mentre nel 1853 il censimento contò 967 residenti.
Nel 1853 gli industriali e fratelli Pietro e Giuseppe Redaelli inaugurarono nella frazione Malavedo la loro prima industria siderurgica che rimase attiva nel territorio lecchese per la produzione di filo di ferro. La ditta fu in seguito trasferita a Rogoredo nel 1874.
Alla costituzione nel 1861 del Regno d'Italia, il comune aveva una popolazione residente di 1 092 abitanti, saliti a 1 779 nel 1921, mentre nel 1923, al debutto del ventennio fascista, Laorca fu aggregata al comune di Lecco.
Nella grotta di San Giovanni Battista, forse Leonardo dipinse la Vergine delle Rocce.

## Monumenti e luoghi d'interesse

### Architetture religiose

#### Cimitero di Laorca e chiesa di San Giovanni
il complesso monumentale, considerato patrimonio storico-culturale, si sviluppa attorno alle grotte del Corno Medale nella frazione di Laorca. L'anfiteatro naturale, di forte suggestione, è raggiungibile percorrendo il sentiero della via Crucis che parte dal centro dell'abitato e ospita fra gli anfratti rocciosi la chiesa di San Giovanni da cui prende il nome la grotta principale, la Grotta di San Giovanni (Laorca), le cappelle e il cimitero stesso.

#### Parrocchiale dei Santi Pietro e Paolo
La chiesa, già visitata nel 1455 da Gabriele Sforza, fino agli inizi del Seicento era intitolata solamente a San Pietro. A partire dalla fine del Cinquecento, la chiesa fu soggetta ad alcuni interventi di rimaneggiamento, conclusi con la riconsacrazione dell'edificio religioso nel 1628 e, quattro anni più tardi, con l'elevazione della chiesa alla dignità di parrocchiale. Ulteriori ristrutturazioni si registrarono nella seconda metà dell'Ottocento, con la costruzione di una nuova abside (1867) come nuova sede per l'altare maggiore ivi ricostruito (1871). Al termine di questi lavori, gli interni furono affrescati da Luigi Tagliaferri e Antonio Sibella, con quest'ultimo ad ornare il semicatino absidale con un affresco raffigurante i primi quattro Dottori della Chiesa.